# Žiče, Domžale
Žiče este o localitate din comuna Domžale, Slovenia, cu o populație de 60 de locuitori.